# Quest Pistols Show
Quest Pistols Show, do 2014 roku występujący pod nazwą Quest Pistols – ukraiński zespół muzyczny, tworzący muzykę pop-rockową, założony w 2007 roku. 
W pierwotny skład zespołu wchodzili: Anton Sawlepow, Nikita Goruk i Konstantin Borowsky, którego w 2012 roku zastąpił Daniel Maciejczuk. 2016 roku Anton Sawlepow i Nikita Goruk opuścili zespół i utworzyli nową grupę – Ahon.

## Historia zespołu
Zespół powstał w 2007 roku z inicjatywy wokalisty i gitarzysty Antona Sawlepowa, basisty Nikity Goruka i klawiszowca Konstantina Borowskiego. Początkowo byli grupą tancerzy w zespole o nazwie Quest Ballet. 1 kwietnia 2007 rokuwzięli udział jako wokaliści w programie Chance, gdzie dla żartu zaśpiewali utwór „Ja ustał” i zdobyli uznanie widzów. Niedługo później zdecydowali się na rozpoczęcie profesjonalnej działalności muzycznej pod nazwą Quest Pistols. W tym samym roku wydali debiutancki album studyjny zatytułowany Dla tebia....
W 2008 roku muzycy zdobyli Europejską Nagrodę Muzyczną MTV dla najlepszego ukraińskiego wykonawcy. W 2009 roku wydali drugą płytę studyjną zatytułowaną Superklass oraz wyruszyli w światową trasę koncertową, która obejmowała koncerty w m.in. w Rosji, Kazachstanie, Uzbekistanie, Turcji, Białorusi, Łotwie, Estonii i Niemczech.
W 2014 roku do zespołu dołączyli Washington Salles, Iwan Krisztoforenko i Mariam Turkmenbajewa. W tym czasie grupa zmieniła nazwę na Quest Pistols Show. Na przełomie 2015 i 2016 roku zespół opuścili Anton Sawlepow i Nikita Goriuk, którzy wówczas dołączyli do Konstantina Borowskiego, tworząc nową grupę – Ahon. 4 listopada zespół w nowym składzie wydał album studyjny zatytułowany Lubimka.

## Dyskografia

### Albumy studyjne
- Dla tebia (2007)
- Superklass (2009)
- Lubimka (2016)